# Astropecten pulcherrimus
Astropecten pulcherrimus är en sjöstjärneart som beskrevs av Hubert Lyman Clark 1938. Astropecten pulcherrimus ingår i släktet Astropecten och familjen kamsjöstjärnor. Inga underarter finns listade i Catalogue of Life.